# Florence Carpenter Dieudonné
Pour les articles homonymes, voir Carpenter et Dieudonné (homonymie).
Florence Carpenter Dieudonné, née le 25 septembre 1850 à Stockbridge Falls et morte le 17 avril 1927 à San Francisco, est une des premières écrivaines américaine de fiction spéculative, active en Amérique à la fin du XIXe siècle. 

## Biographie
Florence Lucinda Carpenter est née en 1850 à Stockbridge Falls, dans le comté de Madison (état de New York), et a grandi à Oshkosh, dans le Wisconsin. 
Ses premiers écrits sont des poèmes publiés dans un journal local et dans le Peterson's Magazine (en). Après son mariage avec un homme du nom de Dieudonné, elle vit dans le Minnesota. En 1878, elle voyage en Europe ; les lettres qu'elle envoie pour publication dans divers journaux renforcent sa réputation d'écrivain. Son premier livre publié est le long poème intitulé A Pre-Historic Romanza (1882). Elle écrit également plusieurs cantates sur une musique de J.B. Carpenter. 
Florence Dieudonné est surtout connu pour deux romans de fiction spéculative : Rondah, or Thirty-Three Years in a Star (1887) et Xartella (1891). Rondah en particulier est remarquable pour avoir préfiguré la science-fiction du XXe siècle dans ses descriptions d'une autre planète, et il était bien en avance sur son temps dans sa représentation positive de la vie extraterrestre,. Rondah est le récit de quatre personnes qui sont transportées sur une nouvelle planète encore en cours de formation et habitée par un peuple oiseau. Il est en partie inspiré par des théories sur une éventuelle planète désintégrée entre Mars et Jupiter. 

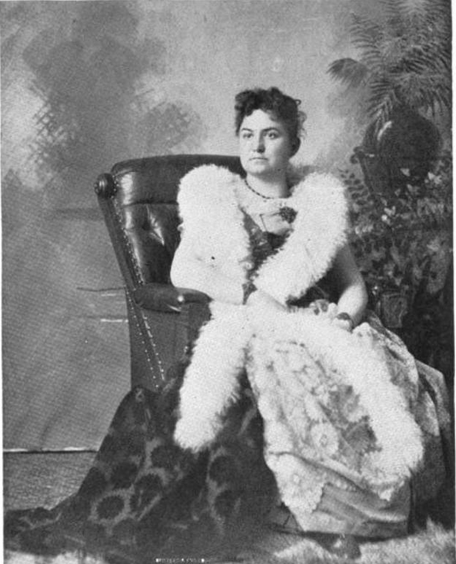
Florence Carpenter Dieudonné vers 1893.

Xartella s'inscrit davantage dans la lignée des romans fantastiques surnaturels de la fin de l'époque victorienne et des romans d'aventure dans des lieux exotiques comme ceux d'écrivains tels que H. Rider Haggard. Situé en Égypte, il est centré sur un triangle amoureux : Xartella, un Égyptien immortel capable de réanimer des momies, un vieil homme et la femme qu'ils aiment tous les deux, Artossa. L'histoire est racontée par un explorateur qui rencontre le vieil homme et se retrouve impliqué dans les événements lorsqu'il réanime accidentellement la femme de Xartella, Aphiah. 
Dieudonné vit à Washington DC, où elle est présidente du Parzelia Circle, un club littéraire. Elle meurt en 1927 en Californie. 

## Œuvres
- (en) A Pre-Historic Romanza, The Falls Printing Co., 1882
- (en) Rondah, or Thirty-Three Years in a Star, T. B. Peterson and Brothers, 1887
- (en) Xartella, Press of Gedney and Roberts, 1891